# Armando Foschi
Armando Foschi (Coriano, 21 giugno 1928 – Rimini, 29 aprile 2023) è stato un politico italiano, senatore per cinque legislature.

## Biografia
Figlio di Pietro Foschi e Maria Tamagnini, costruisce la sua carriera politica provenendo dalla campagna. È vissuto a Rimini insieme alla moglie Maria Grazia. Dalla coppia sono nati quattro figli: Marco (1965), sacerdote, Riccardo (1966), commercialista, Federico (1968), architetto, Antonella (1975), impiegata presso la Scuola secondaria statale di I grado "A. Panzini" di Rimini. Riccardo e Federico l’hanno poi reso nonno di sei nipoti: Alberto (1993), Arianna (1999), Carolina (2001), Filippo (2004), Giovanni (2008) e Alice (2009).
Esponente romagnolo della Democrazia Cristiana, viene eletto per la prima volta senatore alle elezioni politiche del 1976. Ricandidato al Senato anche nel 1979, inizialmente non è eletto, ma subentra a Palazzo Madama il 30 settembre 1981 dopo la morte di Gino Cacchioli. Conferma il proprio seggio alle elezioni politiche del 1983. Non viene invece rieletto a quelle del 1987, ma il 9 novembre 1989 subentra al Senato dopo la morte di Benigno Zaccagnini. Viene eletto per l'ultima volta a Palazzo Madama nel 1992, concludendo definitivamente il mandato parlamentare nel 1994.
Dal 1990 al 1993 è anche consigliere comunale per la DC a Coriano. 
Nel 2008, in occasione del suo ottantesimo compleanno, ha pubblicato per la casa editrice "Il ponte" di Rimini la sua autobiografia "Dal campo al Parlamento. Spigolature e aneddoti", un libro dove "è possibile [...] individuare un filo conduttore che lega tra loro autobiografia, storia del territorio e storia nazionale. Le pagine ci offrono un quadro vivido della generazione di cattolici (e non cattolici) che hanno operato nel secondo dopoguerra del secolo scorso, dando un'impronta particolare a quelle fasi che sono state chiamate convenzionalmente "periodo della ricostruzione", "del boom economico", sino alla crisi, che è iniziata a serpeggiare negli anni Settanta ed è emersa in piena evidenza nell'ultimo scorcio del secolo scorso" (dalla "Prefazione" di Piergiorgio Grassi).
Nell’ottobre 2014 il Corriere di Romagna pubblica un articolo in cui Foschi confessa di volere da vent’anni un taglio del proprio vitalizio da ex parlamentare. A questa richiesta ogni volta gli viene risposto: "La misura dell’assegno vitalizio resta fissata per tutti gli aventi diritto all’importo maturato anteriormente al 21 dicembre 2011."
Il 21 giugno 2018, giorno del suo novantesimo compleanno, riceve una lettera di auguri dal Presidente della Repubblica Sergio Mattarella, che lo ringrazia per la sua “operosa testimonianza resa dapprima nell’impegno sociale e, successivamente, nel Senato della Repubblica” e per i “valori di solidarietà [...] costantemente affermati, nella fedeltà alla Costituzione, durante il mandato parlamentare e ribaditi negli anni successivi”.
È stato molto attivo in iniziative politiche e di beneficenza proposte dalla Diocesi di Rimini.
Si è spento a Rimini il 29 aprile 2023 all'età di 94 anni